# لورد فولدمورت
لورد فولدمورت (بالإنجليزية: Lord Voldemort) هو شخصية خيالية لساحر في سلسلة هاري بوتر للمؤلفة البريطانية جيه كيه رولينغ. فولدمورت هو الشرير الرئيسي في السلسلة، وأحد أشهر الشخصيات الشريرة في الأدب الإنكليزي المعاصر، سيد ظلام اسمه بالولادة توم مارفولو ريدل (بالإنجليزية: Tom Marvolo Riddle)، وُلد في لندن في 31 ديسمبر 1926، وأصبح فيما بعد أكثر سحرة الظلام إثارة للخوف على مر القرون، هو العدو الرئيسي لهاري بوتر وقاتل والديه، وآخر المتحدرين من الساحر سالازار سليذرين، أحد مؤسسي مدرسة هوغوورتس للسحر.
يتحاشى المجتمع السحري ذكر اسمه غالباً، ويُشار إليه بألقاب: من ينبغي ألا يُسمى وأنت تعرف من، فيما يشير إليه أتباعه أكلة الموت بعبارة سيد الظلام أو أمير الظلام، كما يشيرون إليه باعتباره السيد. اُعتِبرت الجرأة على نطق اسم فولدمورت الحقيقي في السلسلة دليلاً على الشجاعة كما في حالة ألباس دمبلدور وهاري بوتر وسيرياس بلاك أو على الجهل كما في حالة فرنون درسلي.
يُلفظ اسم «فولدمورت» بالتاء الصامتة (/[invalid input: 'icon']ˈvoʊldəmɔːr/)، كما يلفظه الفرنسيون، وفق ما قالت رولنج في إحدى المقابلات. إلا أنه بعد إطلاق النسخة السينمائية من هاري بوتر وحجر الفيلسوف، أخذت الشخصيات التي تجرأت على لفظ الاسم بلفظه بحرف التاء كاملا، ومنذ ذلك الوقت أخذ هذا اللفظ في جميع الأفلام.
في سبتمبر 2006 اُختير لورد فولدمورت كأفضل شرير أدبي في استفتاء أُجرِي في بريطانيا، وجاء الأول في قائمة ضمت سورون من سيد الخواتم، ودراكولا من دراكولا برام ستوكر، وليكس لوثر من سوبرمان، وكونت أولاف من سلسة أحداث مؤسفة لليموني سنيكيت. عبرت رولينغ عن سعادتها بتزعم فولدمورت لقائمة الشرير الأكبر في الأدب، وأعلنت أن مشاعر فولدمورت إزاء هذه النتيجة قد تكون مزيجاً من السرور لأن العامة قد توصلوا أخيراً لإدراك مدى خطورته وشره، والاستياء لأنهم تجرؤوا على ذكر اسمه.
ظهر فولدمورت في جميع أجزاء السلسلة عدا هاري بوتر وسجين أزكابان، وظهرت في هذا الكتاب النبوءة بعودته. ظهر فولدمورت في الكتاب الأول ككيان يحتل جسداً آخر، وفي الكتاب الثاني كذاكرة محفوظة في مفكرة توم ريدل، وفي الكتاب السادس كذاكرة محفوظة في كاشف سحري. وظهر بشكل تام في الكتابين الرابع والخامس وأكثر ظهور له كان في الكتاب السابع هاري بوتر ومقدسات الموت.

## المولد والنشأة
وُلد توم ريدل في ملجأ لأيتام العامة بمدينة لندن ليلة 31 ديسمبر 1926 لأم من فرع سحري ينتمي مباشرة إلى سالازار سليذرين هي ميروب غاونت وأب عامي هو توماس ريدل الأب. أطلقت عليه أمه اسم توم كأبيه، ومارفولو تيمناً بأبيها، وتوفيت بعد ساعة من ولادته.
نشأ ريدل نشأة غامضة، وتورط بشكل غير ملموس في حوادث رهيبة وقعت لزملائه في الملجأ. أدرك قواه السحرية مبكراً، واستطاع السيطرة عليها لإيذاء من يكرهونه، كما استطاع السيطرة على الحيوانات والتكلم بلغة الثعابين، وقد عبر عن ذلك بوضوح لألباس دمبلدور عندما جاء لأخذه إلى هوغوورتس: أستطيع جعل الحيوانات تطيعني، ويمكنني إيذاء من لا أحبهم. 
في 1937 جاء ألباس دمبلدور، الذي كان نائب مدير مدرسة هوغوورتس وأستاذ مادة تحويل الهيئة، لإعلام ريدل بحقيقة كونه ساحراً، وبأنه يستطيع الانضمام إلى مدرسة هوغوورتس، ومنذ تلك المقابلة أبقى دمبلدور عينه عليه، لكنه لم يدرك أن هذا الصبي سيصبح أكثر السحرة شراً عبر القرون. حفظ دمبلدور ذاكرته عن تلك المقابلة في مرقاب سحري، وأطلع عليها هاري بوتر في 1996.
اعتمد ريدل على نفسه في الذهاب إلى حارة دياجون رافضاً مساعدة دمبلدور، وقام بالحصول على متطلباته الدراسية بدعم صندوق رعاية هوغوورتس.
صُنف ريدل في منزل سليذرين، وامتاز بذكائه الشديد، وبكونه جامع جوائز في المدرسة، فحصل على عدة جوائز للاستحقاق السحري، وجائزة خاصة لخدمة خاصة أداها للمدرسة، وفي 1992 تعرف رون ويزلي على اسمه لكثرة ما تعب في تنظيف درعه وكؤوسه. تنبأ له أستاذه هوراس سلوغهورن بأنه سيكون وزير السحر في غضون عشرين عاماً.
تخلى ريدل عن اسمه في المدرسة واستبدله باسم لورد فولدمورت،  كما تعرف على ميراثه من جهة أمه، وعرف أنه وريث سليذرين لذا سعى إلى فتح حجرة الأسرار، ونجح في فتحها في سنته الخامسة في المدرسة، ثم اضطر إلى إغلاقها واتهام روبياس هاجريد بفتحها وإطلاق الوحش القابع فيها، ونتيجة لذلك حصل على جائزة خاصة من المدرسة. وفي ذات العام (1941) قام بصنع مفكرته الشهيرة التي لعبت دوراً رئيسياً في كتاب هاري بوتر وحجرة الأسرار، وشكلت أول هوركروكس يصنعه.
في 1942 تعرف لورد فولدمورت على أسرة أبيه، آل ريدل، وقام باغتيالهم، كما تعرف على خاله مارفن غاونت وتسبب في اتهامه بجريمة قتل آل ريدل، وبموته في سجن أزكابان، وحصل على خاتم مارفولو غاونت الذي يعود إلى الأخ الثاني من الأخوه «بريفيل» (أصحاب مقدسات الموت)، وحوله بعد ذلك إلى هوركروكس.
بدأ فولدمورت تكوين حلقة من أنصاره المقربين، وأصبح زعيماً ذا مكانة ونفوذ في سليذرين، وفيما بعد، أصبح عدد من زملائه المقربين أوائل أكلة الموت.
حاول فولدمورت في سن الثامنة عشرة 1945 الحصول على وظيفة معلم الدفاع ضد السحر الأسود في مدرسة هورغوورتس، لكن طلبه رُفض لافتقاده الخبرة اللازمة للتدريس. ولم يعمل بعدها في وزارة السحر، وإنما اختار العمل في محل بورجين وبروكس كمندوب مبيعات، وكانت تلك وسيلته لجمع المصنوعات السحرية الأكثر قدماً وأصالة، وبهذه الطريقة استطاع الحصول على كأس هافلباف وسلسال سليذرين قبل أن يختفي لفترة طويلة من الوقت.

### بطاقة شخصية
| الاسم         | لورد فولدمورت |
| اسم الولادة   | توم مارفولو ريدل (توم ريدل الابن)                                                                                      |
| تاريخ الميلاد | 31 ديسمبر 1926 |
| الأصول        | مختلطة |
| الأم          | ميروب غاونت (ساحرة) |
| الأب          | توم ريدل الأب (عامي)                                                                                                   |
| الأقارب       | آل غاونت (جده مارفولو، وخاله مارفن)، وآل ريدل (جداه السيد والسيدة ريدل)، وينتسب من جهة أمه إلى سالازار سليذرين         |
| الأتباع       | أكلة الموت |
| العصا السحرية | يبلغ طولها ثلاثة عشر بوصة، في نواتها ريشة من طائر العنقاء (بالتحديد فوكس عنقاء ألباس دمبلدور)، وهي شقيقة عصا هاري بوتر |
| قدرات مميزة   | الحديث بلغة الثعابين، صناعة الهوركروكسات                                                                               |
| ألقاب أخرى    | وريث سليذرين، أنت تعرف من، من ينبغي ألا يُذكر اسمه، سيد الظلام                                                          |

### أسماء لورد فولدمورت
وُلد لورد فولدمورت باسم توم مارفولو ريدل، وهو الاسم الذي تخلى عنه فيما بعد، لأنه لن يحمل اسم أبيه العامي إلى الأبد كما قرر في مراهقته. أسمته أمه ميروب غاونت به تيمناً بأبيه وأبيها، وقد كرهه لأن اسم توم اسم شائع جداً، فيما يرى هو نفسه فريداً، غير أنه احتفظ به ليعرف أصوله، فقد افترض كون أبيه ساحراً، ولما وجد أنه من العامة، تمسك باسم جده ليكتشف قرابته بسالازار سليذرين جده الأكبر، بعدها قرر صناعة اسمه الجديد من إعادة ترتيب حروف اسمه (بالإنكليزية):
Tom Marvolo Riddle – I am Lord Voldemort الكتاب الثاني | الفيلم الثاني
توم (اسم أبيه) اسم ورد في الإنجيل، وتسمى به عدد من القديسين، ويعني التوأم. يُعتقد أن القصد منه الإيحاء بوجود هاري بوتر كتوأم له، وأًشير بوضوح إلى رغبة أمه في حصوله على هذا الاسم ليعرف أباه ويشبهه. الكتاب الثاني | الكتاب السادس
مارفولو (اسم جده) من صيغة الفعل marvel بمعنى يُدهِش أو يُعجِز، ومنه الاسم marvellous ومعناه إعجازي.
ريدل Riddle وتعني حرفياً اللغز، وتُعرِف موسوعة الجواب كلمة Riddle بأنها: أي شيء يسبب الفضول والحيرة للناس لكونه غير مُفسَر. 
فولدمورت: Voldemort أخذ الاسم حرفياً من الصيغة الفرنسية Vol De Mort ومعناها طائر الموت، كما أخذ من صيغة لاتينية تعني الهارب من الموت.
أعلنت رولنغ بأن حرف t في نهاية اسم فولدمورت صامت كما في الأسماء الفرنسية، وبذا يصبح الاسم فولدمور، لكن الاسم شاع في الأفلام ووسائل الإعلام باعتباره فولدمورت. كما أفادت بأنه مُشتق من عبارة "Vol de mort" الفرنسية، والتي تعني «الهرب من الموت».

## نهضة وسقوط لورد فولدمورت
توارى لورد فولدمورت ما يقرب من عشر سنوات، قضاها مرتحلاً في بريطانيا وخارجها. وخلال هذه السنوات العشر ثبت اسمه كلورد فولدمورت، ونجح في محو شخصية توم ريدل تماماً، كما أن مظهره الجسدي تغير بالكامل، وأصبح غير بشري. رغم أن تفاصيل رحلة فولدمورت مجهولة، فإن دمبلدور يقول أنه: سافر كثيراً وبعيداً، رافق أسوأ جنس السحرة، وخضع للعديد من التجارب الرهيبة والتحولات المروعة. بقي دمبلدور يتوصل إلى أخباره خلال هذه السنين العشر.
عاد فولدمورت بعد عشر سنين في عيد الميلاد ليتقدم من جديد بطلب تدريس مادة الدفاع ضد السحر الأسود إلى دمبلدور الذي أصبح مدير هوغوورتس وقتها، لكن دمبلدور رفض توظيفه، وأعلمه بأنه يعرف عن رحلته، وعن مجموعة أتباعه أكلة الموت الذين رافقوه في رحلته الطويلة.
في 1956 أنشأ فولدمورت جماعة أكلة الموت الأولى، وهم مجموعة من أصدقائه الذين كانوا يرافقونه في كل مكان، ومن ضمنهم: أنتونين دولوهوف، ترافيرس مولسبيير، إيفان روزير، نوت (والد ثيودور نوت، قد يكون اسمه الأول ثيودور أيضاً)، وآفيري. وقالت رولينغ أن اسم أكلة الموت القديم هو فرسان والبرجا.
بعد رفض طلبه للمرة الثانية، غادر فولدمورت لفترة وبدأ في نشر فلسفته الداعية إلى إعلاء شأن نقاء الدم السحري، وطرد ذوي الأصول العامية من المجتمع السحري، ولقيت دعوته صدى واسعاً في المجتمع السحري نقي الدم، فانضمت إليه عائلات بأكملها، وازداد عدد أكلة الموت، ومعه ازداد نفوذ فولدمورت.
سببت جماعته أذى كبيراً، وشغباً، وخرجت عن القانون تماماً، كما نشرت رعباً هائلاً في بريطانيا، وأظهر فولدمورت قدرة كبيرة على الإقناع بضمه العمالقة والعفاريت إلى جيشه، وبدأ عهد الرعب والسيطرة في السبعينات حينما شق فولدمورت المجتمع السحري إلى جبهتين متعاديتين، وأصبحت الحرب بينه وبين الوزارة مستعرة منذ أواخر الستينات.
بسبب براعته في العمل متخفياً، لم تتمكن الوزارة من اختراق قواته فيما أصبح له عيون فيها، وحسب ما ادعى وزير السحر كورنيليوس فودج في حديثه مع رئيس وزراء العامة في 1996 فإن وزارة السحر طاردت فولدمورت وحاولت القبض عليه لفترة تقرب من ثلاثين عاماً. وباستخدام سيطرته على الحيوانات جند مخلوقات الظلام في جيشه، وهاجم الوزارة بالتنانين والدمنتورات، والموتى. كما انضم إلى صفه المستذءبون، ومصاصو الدماء، والعمالقة، والأقزام، وأنصاف البشر.
جند ألباس دمبلدور جماعة من السحرة الموثوقين والمقربين إليه للتصدي لفولدمورت وجيشه، وسماهم جماعة العنقاء نسبة إلى عنقائه فوكس الذي تمد ريشته فولدمورت بالقوة السحرية، وعمل متخفياً بشكل ماكر، متشبهاً بأساليب فولدمورت. تمكن دمبلدور من إصابة شيء من النجاح في اختراق صفوف فولدمورت والحد من سطوة أكلة الموت مع سحرة الوزارة الذين منحهم بارتيميوس كروتش الأب صلاحيات لاستخدام التعاويذ المحرمة ضد أكلة الموت، فازداد العنف بين الطرفين. لكن حظ جماعة العنقاء لم يدم طويلاً مع أكلة الموت، فقد بطش بهم فولدمورت، وقتل أكلة الموت نصفهم.
بقي عهد قوة فولدمورت حتى 1980، حين تنبأت سيبيل تريلاوني بولادة صاحب القوة التي ستقهر أمير الظلام، ونُقل الجزء الأول من النبوءة فقط إليه عن طريق سيفروس سنيب، فقرر القضاء على الطفل القادم الذي سيحمل إليه الموت.
| لورد فولدمورت                 | اقترب صاحب القوة التي ستقهر سيد الظلام.. يولد لهذين الذين فرا منه ثلاث مرات، عندما يموت الشهر السابع.. وسيراه سيد الظلام نده، لكنه سيمتلك القوة التي لا يعرفها سيد الظلام.. وسيموت أحدهما على يد الآخر.. فلا بقاء لأحدهما في حياة الآخر.. سيولد صاحب القوة التي ستقهر أمير الظلام عندما يموت الشهر السابع.. | لورد فولدمورت |
| — سيبيل تريلاونيالكتاب الرابع | |               |

كان أمام فولدمورت خياران، هاري بوتر ابن ليلي بوتر وجيمس بوتر، ونيفيل لونغبوتوم ابن أليس وفرانك لونغبوتوم، فاختار الأول لأنه مختلط الأصول مثله، لذا طارد آل بوتر، ما جعل جماعة العنقاء تقرر إخفاءهم في كهف غودريك، وحمايتهم بتعويذة تتطلب كاتم أسرار.
اختير بيتر بيتيغرو ليكون كاتم أسرار آل بوتر، غير أنه انتهز الفرصة لتقديمهم إلى فولدمورت، وهكذا ظهر فولدمورت في مخبأ آل بوتر، ليلة 31 أكتوبر 1981، وقتل جيمس بوتر ثم ليلي بوتر، بعدها أطلق التعويذة القاتلة «أفادا كيدافرا» على هاري الرضيع لكنها ارتدت عليه وفصلته عن جسده وأصبح روح خاوية. وبهذا انتهت الحرب الأولى وسقط فولدمورت، ومعه جماعته.

### المنفى
بعد ارتداد تعويذته عليه وخروجه من جسده، قضى فولدمورت ثلاثة عشر عام ككيان مجهول الماهية بعد أن فقد كل قوة إلا قوة الحلول في الأجساد، ولما كان شديد الضعف، فإنه غادر بريطانيا واتخذ من غابة في ألبانيا ملجأً له، حيث كان يسكن أجساد الأفاعي بانتظار مجيء أكلة الموت لإنقاذه، لكن انتظاره طال بلا فائدة عشر سنين، قبل أن يظهر لورنس كويريل في الغابة التي أُشيع أنه اتخذها ملجأً، ويتخذه معلماً وموجهاً. عن طريق كويريل، دبر فولدمورت أمر عودته إلى بريطانيا، ولأنه كان معلماً في هوغوورتس أمكن لفولدمورت دخولها بعد أن احتل جسده.
تظهر أحداث عودة فولدمورت إلى هوغوورتس في الجزء الأول من السلسلة هاري بوتر وحجر الفلاسفة حيث سعى فولدمورت وراء حجر الفلاسفة الذي اضطر دمبلدور لحفظه في المدرسة بعد أن اقتحم مجهولون مصرف غرينغوتس سعياً وراءه، وكانت تلك أول مرة يقابل فيها فولدمورت هاري بوتر منذ سبب له الندبة التي على جبينه. وكنتيجة لعدم قدرة فولدمورت على لمس هاري فإن سعيه فشل وراء الحجر، ومات كويريل ليغادره عائداً من جديد إلى منفاه حيث أقام عامين آخرين في العزلة.
ظهر فولدمورت مجددًا خلال عام هاري بوتر الثاني في هوغوورتس، هذه المرة بهيئة توم ريدل البشرية، لكن ليس بشحمه ولحمه، بل على شكل ذكرى مجلاّة داخل مفكرة سحرية عثرت عليها جيني ويزلي، شقيقة رون، التي وُصفت بأنها فتاة خجولة وعصبية معجبة بهاري، ولمّا كانت تشعر بالوحدة والشوق إليه، فقد أخذت تكتب عن مشاعرها في المفكرة، وعبّرت فيها عن أعظم مخاوفها، وباحت بها لتوم ريدل الذي أظهر تعاطفه معها. وفي ذروة أحداث القصة، عندما يتجسد ريدل أمام هاري بوتر ويكشف له أنه وفلدمورت شخص واحد، يخبره بأنه ازداد قوة وبأسًا من المخاوف التي أفرغتها جيني في المفكرة، وإنه قد تملّكها، واستخدمها لفتح غرفة الأسرار وإطلاق البازيلسيق الراقد فيها، والذي قام بتحجير عدد من تلامذة المدرسة الغافلين. بعد معركة قصيرة، يتمكن هاري بوتر من القضاء على الوحش سالف الذكر، بالإضافة إلى ريدل نفسه، الذي يتوارى عن الأنظار ويختفي بعد أن يطعن هاري المفكرة بإحدى أنياب البازيليسق.

### العودة
في نهاية سنة هاري بوتر الثالثة في هوغوورتس (حوالي 1994)، تنبأت سيبيل تريلاوني نبوءة أخرى تتعلق بفولدمورت، حيث قالت أن الخادم سيتحرر قبل منتصف الليل ليلحق بسيده، وأن سيده سينهض من جديد، أقوى وأشرس مما كان. وتحققت نبوءتها، فقبل منتصف ليل النبوءة، انكشف أن سكابرز فأر رون ويزلي لم يكن إلا بيتر بيتيغرو المختفي منذ ثلاثة عشر عاماً، وبهروب بيتيغرو والتحاقه بفولدمورت في منفاه في ألبانيا، تحقق الجزء الأول من النبوءة.
| لورد فولدمورت                 | سيد الظلام يرقد وحيداً بلا أصدقاء، مهجوراً من أتباعه. كان خادمه مقيداً لهذه السنوات الاثنتي عشرة.. الليلة.. قبل منتصف الليل.. سيتحرر الخادم وسيهرب ليلحق بسيده. سيد الظلام سينهض من جديد بعون خادمه. أعظم وأشد ترويعاً عن ذي قبل. الليلة.. قبل منتصف الليل.. سيهرب الخادم ويلحق بسيده... | لورد فولدمورت |
| — سيبيل تريلاونيالكتاب الثالث | |               |

بمعونة وورمتيل (بيتيغرو) تمكن فولدمورت من الحصول على جسد مؤقت لنفسه لإعانته على السفر بواسطة وصفة تتكون أساساً من سم الأفعى. وبواسطة الجسد الذي يشبه جسد الطفل الرضيع خرج فولدمورت من غابته. وفي إحدى جولات وورمتيل لجلب الطعام، عثر على ساحرة تُسمى بيرثا جوركنز وتعمل في وزارة السحر، فأجبرها على الذهاب معه لرؤية فولدمورت الذي استنطقها وحطم تعاويذ النسيان التي تلاها عليها بارتيميوس كروتش الأب، فعلم منها عن بارتيميوس كروتش الابن، آكل الموت الذي لا يزال على إخلاصه له، وعن استعدادات وزارة السحر لتنظيم كأس العالم للكويدتش ومن ثم مسابقة السحرة الثلاثية، فدبر خطة لاستعادة جسده بمساعدة وورمتيل وكروتش الابن، وقتل بيرثا جونز ليعود إلى بريطانيا.
استقر فولدمورت مع تابعه وورمتيل وأفعاه ناجيني في منزل آل ريدل في قرية ليتل هانيلغتون، وهو منزل يعود إليه بالوراثة باعتباره كان يخص أباه وجديه. ومن مقره يُدبر فولدمورت أمر الاتصال بتابعه بارتي كروتش الابن، وتجهيز مخططه لجلب هاري بوتر. يقتل فولدمورت فرانك بيريس البستاني العجوز الذي اُتهم ظلماً بقتل آل ريدل لأنه سمع حواره مع وورمتيل، ويتنكر بارتي كروتش بهيئة البروفيسور ألستر مودي ذي العين الاصطناعية، ويتلاعب بأحداث مسابقة السحرة الثلاثية حتى تصب في مصلحة هاري، وبهذا تنجح خطة فولدمورت بشكل تام ويُؤتى إليه بهاري بوتر في مقبرة هانغلتون الصغيرة حيث يرقد آل ريدل، فيأمر بقتل سيدريك ديغوري والإبقاء على هاري بوتر لتنفيذ طقس استعادة جسده باستخدام عظام أبيه التي تؤخذ جهلاً، ودم عدوه (هاري بوتر) الذي يؤخذ غصباً، ولحم تابعه الذي يُؤخذ طاعة. فيستعيد جسده، ويستدعي أكلة الموت فيلبون نداءه، ويحكي عن منفاه ثم يبارز هاري بوتر فلا يتمكن من أذيته لأن عصويهما شقيقتان، ويتمكن هاري من الهرب، ليخبر دمبلدور والمجتمع السحري عن عودة فولدمورت، فيستدعي دمبلدور جماعة العنقاء ويُصر وزير السحر كورنيلوس فودج على تجاهل مسألة العودة إلى أن يُضطر إلى الإقرار بها غصباً بعد أن يحتل فولدمورت الوزارة في العام التالي لعودته، ويُنصب بيوس ثيكنس وزيرًا بدلاً منه، بعد يوقعه تحت تأثير سحره ليطيع كافة أوامره.

### الحرب الثانية
خلال ساعات بعد عودة فولدمورت، تمكن دمبلدور من استدعاء أفراد جماعة العنقاء، بينما بدأ فولدمورت في ترتيب حساباته، إذ أن عودته التي كان يُفترض أن تبقى سِراً انكشفت لدمبلدور، فيقرر العمل بهدوء مستغلاً إنكار الوزارة لعودته. وبذلك تأجل إعلان الحرب الثانية التي بدأت فعلياً بعودته.
خطط فولدمورت لإطلاق سراح أكلة الموت المسجونين في أزكابان، ونسق هذا الهروب بشكل أحرج الوزارة، وجعلها تتهم سيرياس بلاك بتدبيره، وانضم أكلة الموت العائدون إلى زملائهم الذين كانوا خارج السجن لمساعدة فولدمورت في الحصول على النبوءة التي لم يسمعها كاملة. وقد قرر سرقتها من دائرة الغرائب والأسرار، غير أن الساحر الذي تُليت عليه تعويذة التحكم بواسطة أكلة الموت ليسرقها أخفق في مهمته ونُقل إلى مستشفى سانت مونجو، ثم أخبره أغسطس روكوود الذي كان عيناً له في الدائرة أن الحصول على النبوءة غير ممكن إلا بواسطة أولئك الذين وضعت من أجلهم، وهما شخصان في حالة النبوءة المطلوبة: هاري بوتر وفولدمورت نفسه. لذا قرر التأثير في تفكير هاري بوتر لحمله على الذهاب إلى الوزارة والحصول على النبوءة بنفسه ليأخذها منه فيما بعد.
لم يقم فولدمورت بأي تحركات علنية من شأنها أن تدعم أقوال دمبلدور وهاري بشأن عودته، تاركاً للوزارة أمر تشويه سمعة الاثنين، والضغط عليهما ليغيرا أقوالهما، وكنتيجة لقراره عدم لفت الانتباه ضرب صفحا مؤقتاً عن هروب آكل الموت السابق إيغور كاكاروف مدير معهد دارمسترانغ السحري.
انتهى سعي فولدمورت إلى حمل هاري على استعادة النبوءة بمعركة هائلة في دائرة الغرائب والأسرار دارت بين مجموعة من أكلة الموت بقيادة لوشيوس مالفوي، وبين هاري وخمسة من رفاقه، ونصف أعضاء جماعة العنقاء، ونتيجة لظهور دمبلدور في الوزارة وتحطم النبوءة، اضطر فولدمورت للظهور بنفسه في وزارة السحر، كاشفاً عودته للوزير كورنيلوس فودج وموظفي الوزارة الذين رأوه بأعينهم يبارز دمبلدور لآخر مرة، وهي مبارزة انتهت بمحاولة فولدمورت احتلال جسد هاري ثم انسحابه برفقة بيلاتريكس ليسترانج، ليظهر في الجزء اللاحق أن هذه المبارزة أضعفت دمبلدور.
أصدرت وزارة السحر بياناً تؤكد فيه عودة فولدمورت، فبدأت الحرب الثانية بشكل علني بعد أن أصبحت وزارة السحر طرفاً فيها، واُعتقل عدد من أكلة الموت الذين شاركوا في معركة دائرة الغرائب والأسرار.
أصبح أذى أكلة الموت شديداً رغم استعداد المجتمع السحري له، وطال أذاهم العالم غير السحري، فدمروا الجسور، وسيطروا على بعض أفراد الحكومة غير السحرية، كما عملوا على اغتيال أفراد بارزين في وزارة السحر، ومدافعين أقوياء ضد السحر الأسود، قد يكون فولدمورت قتل بعضهم بنفسه.
قتل أكلة الموت زميلهم السابق الهارب كاكاروف لاحقاً، واعتبر بقاؤه حياً لعام كامل سابقة لم تحدث من قبل مع أي آكل موت مُنسحب. أعاد فولدمورت جمع حلفائه القدماء، فأغرى العمالقة بالانضمام إليه، كما أنه استمال العفاريت، وأمر الدمنتورات بمغادرة أزكابان فأطاعته. وجير المستذءبين إلى صفه سامحاً لآكل الموت المستذءب فنرير غريباك بإيذاء أطفال السحرة والعامة وتحويلهم إلى مستذءبين.
وُصلت الحرب بين فولدمورت وأكلة الموت من جهة، وبين المجتمع السحري القائم إلى مرحلة بعيدة بعد أن احتل جماعة من أكلة الموت هوغوورتس في صيف 1997، وقتلوا ألباس دمبلدور كما أوقعوا خسائر كبيرة في صفوف أفراد جماعة العنقاء. وكنتيجة لموت دمبلدور على يد سيفروس سنيب أحد أساتذة المدرسة، فإن هوغوورتس قد تغلق بعد أن فقدت مكانتها كأكثر الأمكنة أمناً في العالم السحري.
خلال الحرب الثانية، عمل دمبلدور على تجريد فولدمورت من هوركرساته ونجح في تدمير أحدها، كما قام برحلة طويلة قبل موته برفقة هاري بوتر للتخلص من هوركروكس آخر، لكن هذا الهوركروكس قد وُجد مُدمراً من قبل.
في الحرب الثانية انكشف اثنان من عملاء فولدمورت: بيتر بيتيغرو الذي لم تظهر له مشاركة فعالة في أعمال أكلة الموت فيما بعد، وسيفروس سنيب، العميل المزدوج لأكلة الموت وجماعة العنقاء، الذي قتل دمبلدور في حضور شهود آخرين حماية منه لتلميذه دراكو مالفوي.

### نهايته
بعد أن يفشل فولدمورت في قتل هاري بوتر بواسطة عصا لوشيوس مالفوي، ينطلق باحثًا عن عصا الإلدر، وهي أقوي العصي السحرية التي ابتكرت على الإطلاق، معتقدًا أنها العصا الوحيدة التي يمكنها أن تتفوق على عصا هاري وتجعله خارقًا لا يُقهر. فينطلق باحثًا عنها حتى يصل به المطاف إلى دكان غريغوروفيتش للعصي السحرية، حيث يقتل صانعها العجوز. كذلك فإنه يبلغ سجن نورمنغارد، حيث يقبع غليرت غريندوال، فيقتله أيضًا. بعد ذلك يُفلح فولدمورت في تحديد موقع العصا، ألا وهو قبر ألباس دمبلدور، فيسرقها منه.
بعد هذا بفترة قصيرة، يكتشف فولدمورت أن هاري بوتر وأصدقائه قد قاموا بتدمير أغلب الهوركروكسات، فيعرض على سكنة هوغوورتس الأمان والرحمة إن تخلوا عن هاري، لكنهم يرفضون، فيجمع جيشًا كبيرًا ويشن هجومه على المدرسة، ويأمر أفعوانه «ناغيني» بأن يقتل سيفروس سنيب، معتقدًا أن هذا ما سيضمن له سيطرته التامة على عصا الإلدر، بما أن سنيب هو من قتل دمبلدور بواسطتها. بعد ذلك يعرض فولدمورت هدنة على سكان المدرسة، مقابل الحصول على هاري، فَيَسِيْر الأخير طواعية إلى مخيم فولدمورت في الغابة المحرّمة، حيث يُطلق عليه فولدمورت تعويذةً فيرديه قتيلاً بحسب الظاهر، ثم يرغم روبياس هاغريد على حمل الجثة إلى القاعة الرئيسية في المدرسة ليعرضها تذكارًا. يُثير وصول جثة هاري وفولدمورت في أثره معركة كبرى بينه وبين عدد من الأساتذة السحرة، ثم يظهر هاري حيًا، ليُفسر لفولدمورت أن دراكو مالفوي هو سيّد عصا الإلدر الحقيقي، بما أنه هو من أسقط عصا دمبلدور باستخدامها، وأنها أصبحت طواع أمر هاري بعد أن تغلّب على مالفوي بدوره، وبهذا فإنه يستحيل عليها أن تؤذي سيدها، فيُصاب فولدمورت بصدمة كبيرة عندما تُكشف له الحقيقة، لكنه يرفض تصديق خصمه، فيطلق التعويذة القاتلة عليه، ولكنه يردها عليه فتصيبه في قلبه فيسقط ميتاً وبهذا تنتهي أسطورة اللورد فولدمورت، ويُدفن جثمانه في غرفة «مختلفة كل الاختلاف» عن الغرف التي دُفن بها كل من صُرع وهو يحاربه.
أفادت رولنج، أن فولدمورت فُرض عليه التجسد، بعد وفاته، بهيئة متقزمة واهنة، شبيهة بتلك الهيئة التي شاهده فيها هاري في محطة القطارات بلندن بعد صراعهما في الغابة المحرمة. كما قالت أنه على الرغم من خوفه الشديد من الموت، فإنه يستحيل عليه أن يُصبح شبحًا.

## عائلة لورد فولدمورت

### شجرة العائلة
|                  |                  |                  |                  |                  |                  |               |               |                  |                  |                  |                  |                  |                  |             |             | سالازار سليذرين | سالازار سليذرين | سالازار سليذرين | سالازار سليذرين | سالازار سليذرين | سالازار سليذرين |              |              | عائلة بيفريل | عائلة بيفريل | عائلة بيفريل | عائلة بيفريل | عائلة بيفريل | عائلة بيفريل |           |           |  |  |  |  |  |  |  |  |
|                  |                  |                  |                  |                  |                  |               |               |                  |                  |                  |                  |                  |                  |             |             | سالازار سليذرين | سالازار سليذرين | سالازار سليذرين | سالازار سليذرين | سالازار سليذرين | سالازار سليذرين |              |              | عائلة بيفريل | عائلة بيفريل | عائلة بيفريل | عائلة بيفريل | عائلة بيفريل | عائلة بيفريل |           |           |  |  |  |  |  |  |  |  |
|                  |                  |                  |                  |                  |                  |               |               |                  |                  |                  |                  |                  |                  |             |             |                 |                 |                 |                 |                 |                 |              |              |              |              |              |              |              |              |           |           |  |  |  |  |  |  |  |  |
| السيد توماس ريدل | السيد توماس ريدل | السيد توماس ريدل | السيد توماس ريدل | السيد توماس ريدل | السيد توماس ريدل |               |               | السيدة ماري ريدل | السيدة ماري ريدل | السيدة ماري ريدل | السيدة ماري ريدل | السيدة ماري ريدل | السيدة ماري ريدل |             |             | مارفولو غاونت   | مارفولو غاونت   | مارفولو غاونت   | مارفولو غاونت   | مارفولو غاونت   | مارفولو غاونت   |              |              |              |              |              |              |              |              |           |           |  |  |  |  |  |  |  |  |
| السيد توماس ريدل | السيد توماس ريدل | السيد توماس ريدل | السيد توماس ريدل | السيد توماس ريدل | السيد توماس ريدل |               |               | السيدة ماري ريدل | السيدة ماري ريدل | السيدة ماري ريدل | السيدة ماري ريدل | السيدة ماري ريدل | السيدة ماري ريدل |             |             | مارفولو غاونت   | مارفولو غاونت   | مارفولو غاونت   | مارفولو غاونت   | مارفولو غاونت   | مارفولو غاونت   |              |              |              |              |              |              |              |              |           |           |  |  |  |  |  |  |  |  |
|                  |                  |                  |                  |                  |                  |               |               |                  |                  |                  |                  |                  |                  |             |             |                 |                 |                 |                 |                 |                 |              |              |              |              |              |              |              |              |           |           |  |  |  |  |  |  |  |  |
|                  |                  |                  |                  |                  |                  |               |               |                  |                  |                  |                  |                  |                  |             |             |                 |                 |                 |                 |                 |                 |              |              |              |              |              |              |              |              |           |           |  |  |  |  |  |  |  |  |
|                  |                  |                  |                  | توم ريدل الأب    | توم ريدل الأب    | توم ريدل الأب | توم ريدل الأب | توم ريدل الأب    | توم ريدل الأب    |                  |                  | ميروب غاونت      | ميروب غاونت      | ميروب غاونت | ميروب غاونت | ميروب غاونت     | ميروب غاونت     |                 |                 | مورفين غاونت    | مورفين غاونت    | مورفين غاونت | مورفين غاونت | مورفين غاونت | مورفين غاونت |              |              |              |              |           |           |  |  |  |  |  |  |  |  |
|                  |                  |                  |                  | توم ريدل الأب    | توم ريدل الأب    | توم ريدل الأب | توم ريدل الأب | توم ريدل الأب    | توم ريدل الأب    |                  |                  | ميروب غاونت      | ميروب غاونت      | ميروب غاونت | ميروب غاونت | ميروب غاونت     | ميروب غاونت     |                 |                 | مورفين غاونت    | مورفين غاونت    | مورفين غاونت | مورفين غاونت | مورفين غاونت | مورفين غاونت |              |              |              |              |           |           |  |  |  |  |  |  |  |  |
|                  |                  |                  |                  |                  |                  |               |               |                  |                  |                  |                  |                  |                  |             |             |                 |                 |                 |                 |                 |                 |              |              |              |              |              |              |              |              |           |           |  |  |  |  |  |  |  |  |
|                  |                  |                  |                  |                  |                  |               |               | فولدمورت         | فولدمورت         | فولدمورت         | فولدمورت         | فولدمورت         | فولدمورت         |             |             |                 |                 |                 |                 |                 |                 |              |              |              |              | هاري بوتر    | هاري بوتر    | هاري بوتر    | هاري بوتر    | هاري بوتر | هاري بوتر |  |  |  |  |  |  |  |  |
|                  |                  |                  |                  |                  |                  |               |               | فولدمورت         | فولدمورت         | فولدمورت         | فولدمورت         | فولدمورت         | فولدمورت         |             |             |                 |                 |                 |                 |                 |                 |              |              |              |              | هاري بوتر    | هاري بوتر    | هاري بوتر    | هاري بوتر    | هاري بوتر | هاري بوتر |  |  |  |  |  |  |  |  |

### صلاته الدموية
اكتشفت جذور لورد فولدمورت المختلطة في الكتاب الثاني من السلسلة، وظهر أنه يتيم نشأ في ملجأ لأيتام العامة، وأن أمه ساحرة توفيت بعد مولده بساعات، أما أبوه فقد كان من غير السحرة دون توفر أي معلومات إضافية عنه سوى اسمه. بعدها ظهرت عائلته تدريجياً، فظهرت أسرة أبيه أولاً ثم ظهرت أسرة أمه في الكتاب السادس.
ينتمي لورد فولدمورت إلى أسرة ريدل العامية الثرية من جهة أبيه، وقد ذُكر أن جده لأبيه كان يمتلك نصف ليتل هانغلتون. ويمتاز أبوه توم ريدل الأب بالوسامة، والكبرياء، والفظاظة. غير أنه يبدي بعض الشفقة تجاه والدته ميروبي غاونت التي كانت تقيم مع أبيها مارفولو غاونت وشقيقها مورفن غاونت في كوخ بائس خارج القرية، وخارج أملاك ريدل الجد.
تنتمي أسرة غاونت إلى سالازار سليذرين، ويعد أفرادها الثلاثة آخر الباقين من سلالته، فيصبح لورد فولدمورت خاتمة سلالته. يمتلك آل غاونت القدرة على الحديث بلسان الثعبان، ومنهم يرث فولدمورت هذه القدرة. كما يشيع في العائلة جنون وراثي وميل إلى العنف ناتج عن تزاوجهم فيما بينهم. ويظهر هذا الجنون واضحاً في خال فولدمورت مورفن غاونت.
يُؤخذ مورفن غاونت إلى سجن أزكابان في وقت ما من العام 1925 لإيذائه أحد العامة (توم ريدل الأب) بشكل متعمد، ويؤخذ معه أبوه مارفولو بتهمة عرقلة العدالة واستخدام العنف ضد السحرة الذين حاولوا اعتقال ابنه، فيخلو المنزل لميروبي غاونت التي تسقي توم ريدل الأب وصفة حب ما يحمله على الهرب معها من ليتل هانلغتون والزواج منها في لندن، وبعد عام تتوقف ميروبي الحامل بتوم الصغير عن تقديم وصفة الحب إلى ريدل الأب، فيتحرر من تأثيرها ويهرب عائداً إلى بيت والديه قاطعاً صلته بزوجته وابنه الذي لم يولد بعد، فتعاني ميروبي في لندن وتضطر للتخلي عن سلسال سالازار سليذرين أهم إرث تمتلكه عائلتها مقابل بعض النقود لتقيم أودها وجنينها، قبل أن تصل إلى ملجأ للأيتام في ليلة رأس السنة، وتنجب ابنها فتسميه على اسم أبيه وأبيها، ثم تموت.
في غياب ابنته ميروب يعود مارفولو غاونت إلى كوخه بعد الإفراج عنه، فيكتشف فضيحة هروب ابنته مع توم ريدل الأب العامي، ويموت بتأثير الصدمة وعدم وجود من يعتني به في غياب ابنته المتوفاة، فلا يتبقى من أسرة فولدمورت لأمه إلا خاله مورفن غاونت الذي يخرج من السجن بعد وفاة والده وأخته، ويعرف بوجود ابن لأخته.
في 1942 عاد توم ريدل الابن إلى ليتل هانلغتون ليتخلص من أبيه وجديه بتعويذة قاتلة، ثم يورط خاله في مقتلهم، الأمر الذي يؤدي به إلى الموت في سجن أزكابان. ويستولي فولدمورت على خاتم جده مارفولو غاونت بعد سجن خاله، فيحوله إلى هوركروكس، كما يستولي على كوخ آل غاونت ليجعل منه مقراً لأحد هوركروكساته. وفيما بعد يستولي على منزل آل ريدل ليصبح محطة استراحته عند عودته من منفاه في ألبانيا عام 1994.

### أكلة الموت
وصف فولدمورت أكلة الموت بأنهم عائلته الحقيقية في 1995 (تقريباً) في مواجهته مع هاري بوتر عند عودته، ووصفهم بأنهم أصدقاؤه في مقابلته مع ألباس دمبلدور في 1956، ويعتقد كثير من أكلة الموت وبضمنهم بيلاتريكس ليسترانج ولوشيوس مالفوي أنهم موضع سر فولدمورت، غير أن دمبلدور يرى أن فولدمورت لا يثق بغير نفسه، وليس له أصدقاء، وأن أكلة الموت غالباً هم حاشيته وخدمه.
بدأ فولدمورت جمع أكلة الموت منذ اختار اسمه في مدرسة هوغوورتس، وجلهم من رفاقه في منزل سليذرين. وعند عودته إلى هوغوورتس في 1956 رافقوه كحاشية، وفي ذلك الحين كانت سمعتهم كجماعة مرتبطة بالأعمال المنافية للقانون قد بدأت، وكانت علاقة فولدمورت بالسحر الأسود قد أصبحت ظاهرة.
في السبعينات بلغت قوة أكلة الموت وشعبيتهم أوجها بسبب إيمان العائلات ذات الدماء النقية بفلسفة فولدمورت وأكلة الموت، وتحمس له الكثيرون خصوصاً من منزله الأصلي سليذرين. وبسبب ثراء عائلات مثل بلاك ومالفوي العريض، أصبح لأكلة الموت نفوذ واسع داخل وزارة السحر رغم معارضتها لهم.
يُعتبر أكلة الموت أرفع أتباع فولدمورت مكانة، وأقربهم إليه، حيث يشكلون الحلقة الداخلية في جيشه، غير أنهم يتفاوتون في ولائهم، فبالنسبة للكثيرين منهم كان الولاء لراية الظلام، ما جعلهم ينتظرون بلوغ هاري بوتر باعتباره قائدهم الجديد المنتظر، ويتخلون عن قائدهم فولدمورت الذي أصبح قائداً سابقاً للجماعة، الأمر الذي أدى إلى نشوء نظرية تعود بتاريخ أكلة الموت إلى عهد سالازار سليذرين. ومع ذلك بقي الكثير من أكلة الموت على ولائهم لقائدهم عند سقوطه، ومنهم آل لسترانج، وبارتيميوس كروتش الابن الذين سُجنوا في أزكابان بسبب احتجازهم آل لونغبوتوم وتعذيبهم لمعرفة مكان قائدهم المنهار.
قتل فولدمورت أكلة موت هاربين أو منسحبين من قبل، أو أعطى أوامر بقتلهم، ويُعتقد أن الجماعة صفت بنفسها بعض الخونة في صفوفها، ومن أكلة الموت الذين ثبت قتلهم لخيانتهم: ريغولاس بلاك وإيغور كاكاروف.
بعد معركة دائرة الغرائب والأسرار اُعتُقِل عدد من أكلة الموت وأرسلوا إلى أزكابان، ومن ضمنهم لوشيوس مالفوي، ولم يبذل فولدمورت أي جهد لتحرير هذا الأخير لتسببه في ضياع النبوءة خلال المعركة، بالإضافة إلى كونه السبب في إتلاف مفكرة توم ريدل التي ائتمنه عليها سابقاً، وهي إحدى هوركروكساته. وكنوع من الانتقام فإن فولدمورت سمح لدراكو ابن لوشيوس مالفوي بالانضمام إلى أكلة الموت وكلفه بمهمة قتل دمبلدور، وتمهيد الطريق لاحتلال هوغوورتس.
في معركة هوغوورتس قتل سيفروس سنيب ألباس دمبلدور، وفر برفقة أكلة الموت الذين هاجموها إلى وجهة غير معلومة ليستمروا في المعركة في جانب فولدمورت، غير أن دراكو مالفوي اعترف بأنه يعمل تحت التهديد بقتل والديه.
أعلن فولدمورت أنه لن يصفح عن أكلة الموت، ولن ينسى هجرهم له إبان منفاه إلا مقابل ثلاثة عشر عاماً تعويضاً عن تلك التي قضاها في منفاه.

## صفاته وقدراته

### المظهر والصفات الجسدية
وُصف توم ريدل بأنه يشبه أباه. طويل القامة ونحيل، شاحب البشرة، شعره أسود كالحبر، عيناه خضراوان عميقتان، أصابعه طويلة، ومظهره بريء. ويشعر هاري بوتر بأنه يشبهه شبهاً كبيراً. وعندما بلغ ريدل العشرينات من عمره، أصبح أشد نحولاً، وأطول شعراً، وأكثر وسامة، ما جعله مقرباً من السيدات اللائي كان يزورهن خلال عمله كمندوب مبيعات لدى بورجين وبروكس، كما أن مظهره كان من أسباب شعبيته بين أساتذته في هوجوورتس.
حين عاد لورد فولدمورت وقد تخلص من اسمه القديم إلى هوغوورتس في 1956، كان مظهره قد تغير وبدأ يكتسب شكله الحالي، فقد بدا وكأن جلده القديم قد ذاب واستبدل بجلد جديد أبيض اللون كالطباشير، وكانت ملامحه قد تغيرت، إلا أن عينيه كانتا لا تزالان بشريتين. ويؤشر ذلك على أن مرحلة تحوله بدأت في نقطة ما بين العشرين والثلاثين من عمره، إذ أنه كان في التاسعة والعشرين عندما زار دمبلدور في هوغوورتس.
بعد رفض طلبه التدريس في هوغوورتس، عاد فولدمورت للاختفاء، وخلال هذه الفترة اكتمل شكله الحالي، فأصبح وجهه أبيض كالطباشير، وعيناه كأعين القطط بلون قرمزي، واتخذ وجهه شكلاً شبيهاً بوجوه الأفاعي. وبقي على هذا الشكل حتى 1981 عندما قتل آل بوتر وارتدت عليه تعويذته التي أطلقها على هاري، فخرج من جسده.
في 1994 استعان فولدمورت بوصفة ليحصل لنفسه على جسد مؤقت يعينه على السفر ليحصل على جسده المكتمل، فأصبح له جسد شبيه برضيع شديد البشاعة، وظل في هذا الجسد حتى 1995 حينما استرد جسده بالشكل عينه الذي كان له قبل خروجه منه، لكن بدم ولحم جديدين.

### القدرات السحرية
يمتلك لورد فولدمورت القدرة على الحديث بلسان الثعبان وهي واحدة من أندر القدرات السحرية المرتبطة بفنون الظلام، القدرة التي توارثتها أسرة أمه نقلاً عن سلفها الأكبر سالازار سليذرين، ومكنته من السيطرة على الأفاعي، والتحكم بالبازيليسق عندما تمكن من فتح حجرة الأسرار.
بالإضافة إلى قدرته على الحديث بلسان الثعبان وسيطرته على الأفاعي، يستطيع فولدمورت السيطرة على حيوانات أخرى وجعلها تطيعه، وقد جاهر بذلك عند زيارة دمبلدور له في 1937. وحتى قبل دخوله إلى هوغوورتس، كان قد اكتشف قدراته السحرية، وتمكن من السيطرة عليها وتوجيهها لإيذاء من لا يحبهم.
تفوق توم ريدل بشكل كبير في مدرسة هوغوورتس، ومال إلى جمع الجوائز والأتباع، وقد أقر دمبلدور أنه كان من أفضل التلامذة الذين تخرجوا من هوغوورتس على الإطلاق. كما تنبأ له هوراس سلوغهورن بأنه سيكون وزير السحر في غضون عشرين عاماً من تخرجه. حصل على وسام الاستحقاق السحري، كما حصل على جائزة خاصة لخدمة جليلة أداها لمدرسته هي القبض على روبياس هاغريد بتهمة فتح حجرة الأسرار في 1943. (حجرة الأسرار)
بعد اختفائه في 1946 أو 1947، سافر فولدمورت بعيداً وكثيراً، وخضع للعديد من التجارب المروعة، كما اختبر أكثر ضروب السحر ترويعاً، وقطع شوطاً بعيداً في طريقه نحو الخلود. وعرف الكثير عن فروع السحر الأسود التي لم يجربها أحد من قبله.
استطاع فولدمورت صنع جسد مؤقت له بواسطة وصفة خاصة، كما استعاد جسده بواسطة وصفة أخرى، ما يؤشر على قدرته في مجال الوصفات السحرية. (كأس النار)
يُعتبر فولدمورت أعظم السحرة المستخلصين للأفكار. (الأمير الهجين) كما أنه قادر على حماية أفكاره من الاختراق.

### الهوركروكسات
بدأ فولدمورت التفكير في عمل الهوركروكسات في سنته الخامسة في هوغوورتس، بعد اضطراره إلى إغلاق حجرة الأسرار في 1943، حيث صنع مفكرة توم ريدل لتقود آخرين إلى فتح الحجرة، وحفظ فيها جزءاً من روحه لتبقى علامة على كونه وريث سليذرين الحقيقي والوحيد. (حجرة الأسرار) وفيما لا يزال مصدر معلوماته الأساسي عن الهوركروكسات مجهولاً باعتبارها ضرباً من أشد فروع السحر تحريماً، فإنه من المعروف أنه سأل أستاذه ورئيس منزله هوراس سلوغهورن عنها، وعن إمكانية صنع سبعة منها باعتبار الرقم سبعة هو الرقم السحري الأقوى، وقدم له سلوغهورن ما بحوزته من معلومات بدون أن يعلم أنه بحلول سنته السابعة، كان توم ريدل قد قتل أباه وجديه، وتسبب في موت خاله مارفن غاونت في سجن أزكابان بتهمة قتل آل ريدل. كما أنه تسبب في موت ميرتل الناحبة عن طريق البازيليسق. وفيما بعد شكل ندم سلوغهورن على تقديمه المعلومات بشأن الهوركروكسات إلى فولدمورت طواعية نقطة محورية في كتاب الأمير الهجين، وشكل اعترافه الدليل القاطع على استخدام فولدمورت للهوركروكسات كحافظات لروحه.
أنشأ فولدمورت مفكرته لتكون أول هوركروكس يُنْشِئه، وذلك بعد موت ميرتل الناحبة كما هو مفترض، أما الهوركروكس الثاني الذي صنعه فقد كان خاتم جده مارفولو غاونت، وذلك بعد قيامه بقتل أفراد أسرته. وقد دُمرا على يد هاري بوتر وألباس دمبلدور في مناسبتين مختلفتين في العامين 1993 و1996. (الأمير الهجين)
بحلول نهاية العام الدراسي 1996 - 1997 سعى دمبلدور وهاري بوتر إلى الوصول إلى هوركروكس آخر لفولدمورت كان موضوعاً في كهف زاره الأخير في طفولته، وكنتيجة لسعيهما إلى الحصول على الهوركروكس فقد دمبلدور قوته، وقُتل لاحقاً، ثم اكتشف هاري بوتر فيما بعد أن الهوركروكس كان مُدمَراً، وأنه يحتوي على رسالة من الشخص الذي دمره موقعة بالأحرف الأولى: ر. أ. ب. ويعتقد العديد من القراء أن الشخص الذي دمر الهوركروكس هو ريغولاس بلاك شقيق سيرياس بلاك، ويعتقد أن الهوركروكس كان محفوظاً في سلسال سالازار سليذرين الذي يُعتقد وجوده في مقر جماعة العنقاء.(الأمير الهجين) (فولدمورت: هوركروكسات)
يُعتقد بوجود أربعة هوركروكسات متبقية ينبغي تدميرها، من المشتبه حفظها في مقتنيات تعود إلى مؤسسي هوغوورتس.(الأمير الهجين)
الهروكروكسات هي:
| - مفكرة توم ريدل دمرها هاري بوتر بواسطة أنياب أفعى البازيليسق. - خاتم جده مارفولو غاونت دمره الباس دمبلدور بواسطة سيف غودريك غريفندور. - سلسلة سالازار سيليذرين دمرها رون بواسطة سيف غودريك غريفندور. - كأس هيلغا هافلباف. | - تاج روينا رافنيكلو دمره كراب بغير قصد عندما أحرق غرفة الاحتياجات. - أفعى اللورد فولدمورت (نايجيني). - هاري بوتر عندما حاول اللورد فولدمورت قتله وهو صغير التصقت روح فولدمورت بالشيء الوحيد الحي بالمكان وهو هاري ودمرها فولدمورت عندما أطلق على هاري التعويذة القاتلة فقتلت الهوركروكس فقط في الجزء السابع. - الجزء المحفوظ داخل جسد اللورد فولدمورت. |

## لورد فولدمورت في الأفلام

رالف فاينز بدور فولدمورت في فيلم هاري بوتر وجماعة العنقاء

يظهر لورد فولدمورت في الفيلم الأول متجهاً إلى منزل آل بوتر حيث يقتل جيمس وليلي بوتر، الأمر الذي يخالف ما جاء في الكتب من ظهوره المفاجئ في منزل آل بوتر. وقد أدى إيان هارت دور فولدمورت في هذا المشهد دون أن يظهر وجهه. وفي نفس الفيلم، ظهر فولدمورت لهاري بوتر في الغابة المحرمة، وكاد يؤذيه. قبل أن يظهر في المواجهة النهائية في الفيلم كصورة مولدة حاسوبياً، وبصوت ريتشارد بريمر، ثم يظهر بشكل شبح خارج من جسد كويرينس كويريل (إيان هارت) بعد تدميره.
يؤدي كريستيان كولسون دور توم ريدل المراهق في الفيلم الثاني، ويظهر في أغلب المشاهد بالأبيض والأسود باعتباره ذاكرة محفوظة، لكنه يظهر بالألوان في حجرة الأسرار باعتبار أنه قد خرج من المفكرة، ولا يختلف توم ريدل في الفيلم عنه في الكتاب اختلافاً كبيراً.
انضم رالف فاينز إلى قائمة الذين أدوا دور لورد فولدمورت في السلسلة، بعد أن اختاره المخرج مايك نويل لأداء الدور في الفيلم الرابع، ثم عاد في الفيلم الخامس بنفس الدور، وأصدرت شركة وارنر برذرز ملصقاً يحمل صورته. وفي هذين الجزئين يظهر فولدمورت بلحمه ودمه للشخصيات الأخرى، دون أن يكون ذاكرة محفوظة أو شبحاً.
أبدى كريستيان كولسون رغبته في العودة لأداء دور توم ريدل الذي في الفيلم السادس الذي أطلق عام 2008، لكن المخرج دايفد يايتس اعتبر أن كولسون أكبر سنا من أن يلعب الدور، إذ أنه قارب الثلاثين من العمر، وعوضا عن ذلك، قام بدور توم ريدل ذي الأحد عشر عاما، ابن أخ رالف فاينز، هيرو فاينز تيفّن، وقام فرانك ديلان بدور ريدل المراهق.
أفاد رالف فاينز أنه كان أمامه أسبوعين فقط ليُتم تصوير المشهد النهائي في المواجهة بينه وبين هاري بوتر، الذي يؤدي دوره دانيال رادكليف، وقد قال ضاحكًا: «ليس لديّ أي شك من أن الأطفال سيخافون مني الآن قطعًا، إن لم يكونوا قد خافوا من قبل». قام فاينز بالتحضير لدوره عبر قراءة كتاب هاري بوتر وكأس النار، وأفاد مازحًا: «لم أكن مهتمًا إلا بالمقاطع حيث سأظهر، وقد اضطررت لقراءة آلاف المشاهد الأخرى، بتفان وإخلاص، حتى وصلت إلى مشهدي، وقرأته عشرات المرّات حتى بدا وكأنه كان بحثًا أقوم به». استعاد فاينز دوره في فلميّ هاري بوتر وجماعة العنقاء، وهاري بوتر ومقدسات الموت، بجزئية الأول والثاني.

## في الثقافة العامة

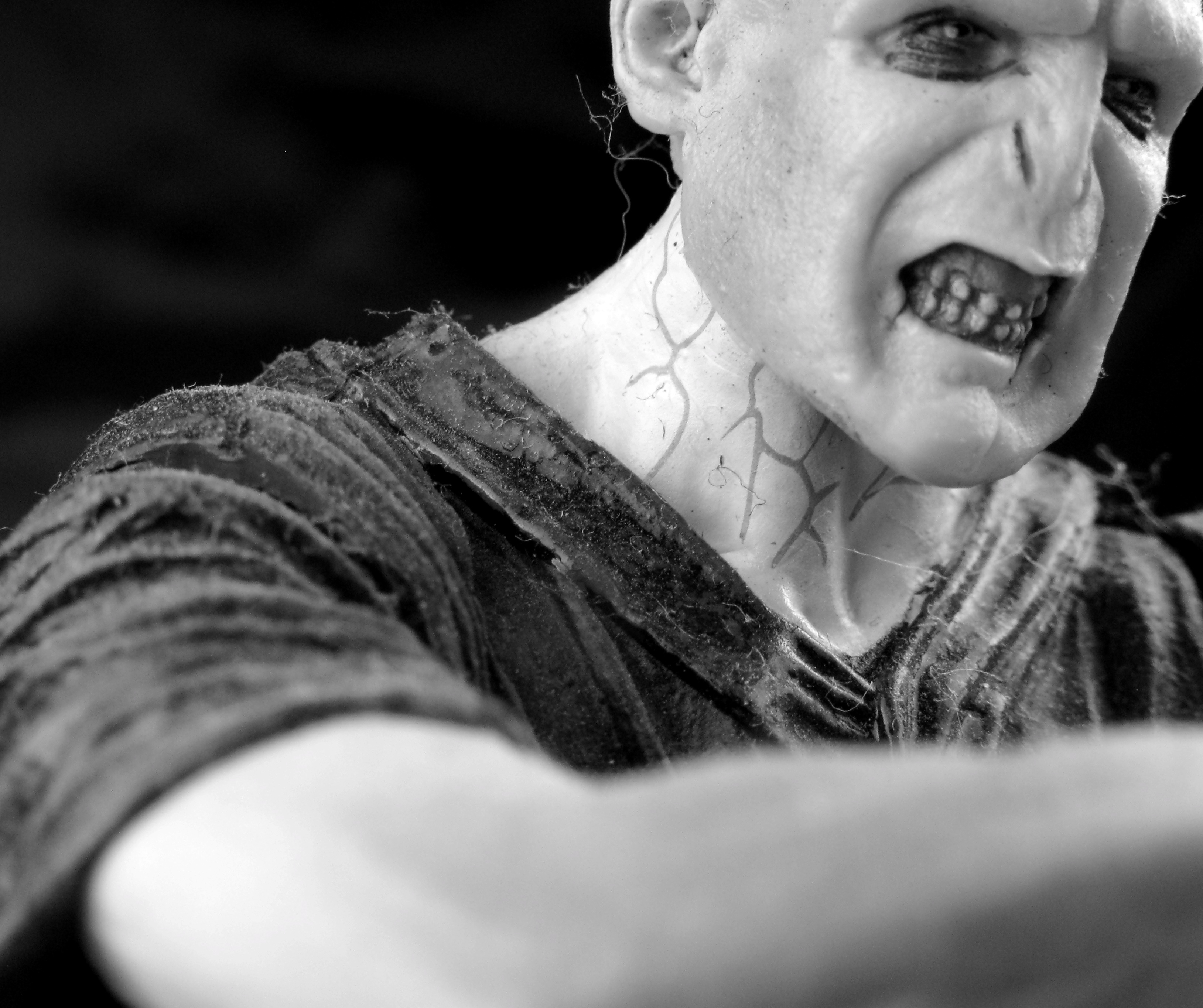
مجسم للورد فولدمورت إنتاج الفنان كيفن دولي.

استخدمت الكثير من الحملات اسم لورد فولدمورت لتقارن شرّه بتأثير السياسين، وسائل الإعلام الكبيرة، والشركات الضخمة على الناس. يُلقّب بيتر ماندلسون (بالإنجليزية: Peter Mandleson)، سياسي بريطاني عضو في حزب العمّال، بلورد فولدمورت في بعض الأحيان. تلجأ شركة وول مارت إلى استعمال محاكايات من هاري بوتر لتقارن الشركة بفولدمورت، حيث تدعو نفسها «لورد الظلام وولدمارت» (بالإنجليزية: The Dark Lord WaldeMart). هناك أيضا حملة تسمّى أوقفوا الحملات الإعلامية الكبيرة (بالإنجليزية: Stop Big Media) يُنَظِّمها «تحالف هاري بوتر»، الذين يناضلون لتعزيز وسائل الإعلام و«للذي لم يحظ به هاري، جماعة العنقاء، وجميع أعضائها: الحق في اللجوء إلى صحافة حرّة». يدعم هذه الحملة ألبوم منسق عنوانه "Rocking Out Against Voldemedia" والذي يتضمن 10 أغاني لعشرة فرق روك السحرة (بالإنجليزية: wizard rock). فولدمورت هي أيضا كلمة مكررة تستعملها دائمًا فرق روك السحرة. فولدمورت لا يستطيع إيقاف إيقاع الروك! (بالإنجليزية: !Voldemort Can't Stop the Rock) هو اسم الألبوم الثاني لفرقة هاري وآل بوتر (Harry and the Potters)، ويُطلق على الشخصيّة في الأغنية عدة نعوت مثل لورد الظلام الحادد أو اللحم، الدم، والعظم.
تمت محاكاة فولدمورت بسخرية في بعض مسلسلات الرسوم المتحركة. كما في مسلسل عائلة سمبسون بالحلقة الأولى من الموسم الثالث عشر والتي حملت عنوان «عرزال الرعب XII» (بالإنجليزية: Treehouse of Horror XII)، حيث تظهر شخصيّة منتغومري بيرنز بدور «لورد مونتيمورت». تظهر محاكاة أخرى للورد فولدمورت في عدد من حلقات مسلسل المغامرات المقيتة لبيلي وماندي (بالإنجليزية: The Grim Adventures of Billy and Mandy) بشخصيّة «لورد مولديبتّ»، عدوّ لشخصيّة نايجل بلانتر (محاكاة لهاري بوتر نفسه). وفي هذه الحلقات، كلّما تفوّه شخص باسم لورد مولديبتّ، حصل شيء تعيس، لمولديبتّ نفسه في أكثر الأحيان. يظهر فولدمورت أيضا في مسلسل نيل سسرغ دمى بوتر الأصدقاء (بالإنجليزية: The Potter Puppet Pals)، وفي إحدى الحلقات ذات العنوان «مشكلة في هوجوورتس» يُقتل فولدمورت بالرشاشات. وفي حلقة أخرى تحمل عنوان «صوت التكتكة الغريب» يُقتل كل من سنيب، هاري، رون، هرمايني، ودمبلدور عن طريق قنبلة وضعها فولدمورت؛ وقد احتلت هذه الحلقة المركز السابع عشر من بين قائمة أكثر الفيديوهات التي تمّت مشاهدتها منذ عام 2008، كما ربحت جائزة «أفضل كوميديا» لعام 2007 على موقع يوتيوب.
يُظهر الصحافي والكاتب لون تويتن في مجلة تايم، تحت فقرة الاستمرار بالسحر أغلفة الكتب المستقبليّة المحتملة المرتبطة بمراجع من الثقافة العامة. وفي أحد هذه الأغلفة، الذي يحمل عنوان «رقصة لورد الظلام»، يظهر فولدمورت وقد انضمّ إلى بوتر على مسرح برودواي. وأيضا يظهر لاعب كرة القدم الإنجليزي السابق غاري لينيكر بشخص فولدمورت في مسلسل الانطباع الكبير (بالإنجليزية: Big Impression) للكوميدي البريطاني أليستر مكغوان خلال مقطع "Louis Potter and the Philosopher's Scone".

## روابط خارجية
- لورد فولدمورت على موقع الموسوعة البريطانية (الإنجليزية)
- فولدمورت: حقائق سريعة ومواضيع مرتبطة من معجم هاري بوتر العربي نسخة محفوظة 21 مارس 2012 على موقع واي باك مشين.
- فولدمورت: حقائق سريعة ومواضيع مرتبطة من معجم هاري بوتر
- ملف لورد فولدمورت في موسوعة الأجوبة
- لورد فولدمورت من موقع Who2
- لورد فولدمورت من موقع عالم بوتر
- أخبار المملكة المتحدة: اختيار لورد فولدمورت كأفضل شرير أدبي